# Stazione di Palazzo San Gervasio-Montemilone
Stazione di Palazzo San Gervasio-Montemilone vasútállomás Olaszországban, Palazzo San Gervasio településen.

## Vasútvonalak
Az állomást az alábbi vasútvonalak érintik:
- Rocchetta Sant'Antonio-Gioia del Colle-vasútvonal

## Kapcsolódó állomások
A vasútállomáshoz az alábbi állomások vannak a legközelebb:
- Stazione di Spinazzola
- Stazione di Venosa-Maschito